# Shewanella oneidensis
Shewanella oneidensis es una bacteria notable por su capacidad para reducir los iones metálicos y vivir en ambientes con o sin oxígeno. Esta proteobacteria se aisló por primera vez en el lago Oneida, NY, en 1988, de ahí su nombre.
S. oneidensis es una bacteria facultativa, capaz de sobrevivir y proliferar tanto en condiciones aeróbicas como anaeróbicas. El interés especial en S. oneidensis MR-1 gira en torno a su comportamiento en un ambiente anaeróbico contaminado por metales pesados como el hierro, el plomo y el uranio.  Los experimentos sugieren que puede reducir el mercurio iónico al mercurio elemental y la plata iónica al plata elemental. La respiración celular para estas bacterias no se restringe a los metales pesados; Las bacterias también pueden atacar a los sulfatos, nitratos y cromatos cuando se cultivan anaeróbicamente. 

## Nombre
Esta especie se conoce como S. oneidensis MR-1, que indica "reducción de manganeso", una característica especial de este organismo. Es un error común pensar que MR-1 se refiere a "reducción de metal" en lugar de la "reducción de manganeso" original como lo observó Kenneth H. Nealson, quien fue el primero aisló el organismo. 

## Calidades
S. oneidensis MR-1 pertenece a una clase de bacteria conocida como "Bacterias reductoras de metales disimilatorias (DMRB)" debido a su capacidad para acoplar la reducción de metales con su metabolismo. Los medios para reducir los metales son de particular controversia, ya que la investigación con microscopía electrónica de barrido y microscopía electrónica de transmisión reveló protuberancias estructurales anormales que se asemejan a los filamentos bacterianos que se cree que están involucrados en la reducción del metal. Este proceso de producción de un filamento externo está completamente ausente de la respiración bacteriana convencional y es el centro de muchos estudios actuales. 
La mecánica de la resistencia de esta bacteria y el uso de iones de metales pesados está profundamente relacionada con su vía metabólica. Se supone que los supuestos transportadores de salida de múltiples fármacos, proteínas de desintoxicación, factores sigma extracitoplásmicos y reguladores del dominio PAS tienen mayor actividad de expresión en presencia de metales pesados. La proteína de clase c del citocromo SO3300 también tiene una transcripción elevada. Por ejemplo, cuando se reduce U (VI), se utilizan citocromos especiales como MtrC y OmcA para formar nanopartículas de UO 2 y asociarlas con biopolímeros.

### Modificación química
En 2017, los investigadores utilizaron una molécula sintética llamada DSFO + para modificar las membranas celulares en dos cepas mutantes de Shewanella. DSFO + podría reemplazar completamente las proteínas naturales que conducen la corriente, aumentando la potencia que genera el microbio. El proceso fue solo una modificación química que no modificó el genoma del organismo y se dividió entre la descendencia de la bacteria, diluyendo el efecto.

### Formación de la película
Pellicle es una variedad de biofilm que se forma entre el aire y el líquido en el que crecen las bacterias. En una biopelícula, las células bacterianas interactúan entre sí para proteger su comunidad y cooperar metabólicamente (comunidades microbianas). En S. oneidensis, la formación de películas es típica y está relacionada con el proceso de reducción de metales pesados. La formación de la película se investiga ampliamente en esta especie. La película generalmente se forma en tres pasos: las células se adhieren a la triple superficie del dispositivo de cultivo, aire y líquido, y luego desarrollan una biopelícula de una capa a partir de las células iniciales, y luego maduran a una estructura tridimensional complicada. En una película desarrollada, varias sustancias entre las células (sustancias poliméricas extracelulares) ayudan a mantener la matriz de la película. El proceso de formación de la película implica importantes actividades microbianas y sustancias relacionadas. Para las sustancias poliméricas extracelulares, se requieren muchas proteínas y otras bio-macromoléculas. 
También se requieren muchos cationes metálicos en el proceso. El control con EDTA y las pruebas extensivas de presencia/ausencia de cationes muestran que el Ca (II), Mn (II), Cu (II) y Zn (II) son esenciales en este proceso, y probablemente funcionan como parte de una coenzima o grupo protésico. El Mg (II) tiene un efecto parcial, mientras que el Fe (II) y el Fe (III) son inhibidores hasta cierto punto. Se considera que los flagelos contribuyen a la formación de la película. La biopelícula necesita células bacterianas para moverse de cierta manera, mientras que los flagelos son los orgánulos que tienen la función de la locomotora. Las cepas mutantes que carecen de flagelos todavía pueden formar una película, aunque mucho menos rápidamente.

## Aplicaciones
S. oneidensis MR-1 puede cambiar el estado de oxidación de los metales. Estos procesos microbianos permiten la exploración de aplicaciones novedosas, por ejemplo, la biosíntesis de nanomateriales metálicos. A diferencia de los métodos químicos y físicos, los procesos microbianos para sintetizar nanomateriales se pueden lograr en fase acuosa en condiciones suaves y ambientalmente benignas.  Se pueden utilizar muchos organismos para sintetizar nanomateriales metálicos. S. oneidensis es capaz de reducir un rango diverso de iones metálicos extracelularmente y esta producción extracelular facilita enormemente la extracción de nanomateriales. Las cadenas de transporte de electrones extracelulares responsables de transferir electrones a través de las membranas celulares están relativamente bien caracterizadas, en particular los citocromos de tipo c de membrana externa MtrC y OmcA. Un estudio de 2013 sugirió que es posible alterar el tamaño de las partículas y la actividad de las nanopartículas biogénicas extracelulares mediante la expresión controlada de los genes que codifican las proteínas de la superficie. Un ejemplo importante es la síntesis de nanopartículas de plata por S. oneidensis, donde su actividad antibacteriana puede verse influida por la expresión de citocromos de tipo c de la membrana externa. Se considera que las nanopartículas de plata son una nueva generación de antimicrobianos, ya que exhiben actividad biocida hacia una amplia gama de bacterias y están ganando importancia con el aumento de la resistencia de los antibióticos por parte de las bacterias patógenas. Se ha observado que Shewanella en entornos de laboratorio biorreduce una cantidad sustancial de paladio y declorinato cerca del 70% de los bifenilos policlorados, La producción de nanopartículas por S. oneidensis MR-1 está estrechamente asociada a la vía MTR (p. Ej., Nanopartículas de plata), o la vía de la hidrogenasa (por ejemplo, nanopartículas de paladio). 

### Tratamiento de aguas residuales
La capacidad de S. oneidensis para reducir y absorber metales pesados lo convierte en un candidato para su uso en el tratamiento de aguas residuales.
DSFO + posiblemente podría permitir que las bacterias se comuniquen eléctricamente con un electrodo y generen electricidad en una aplicación de aguas residuales.

## Genoma

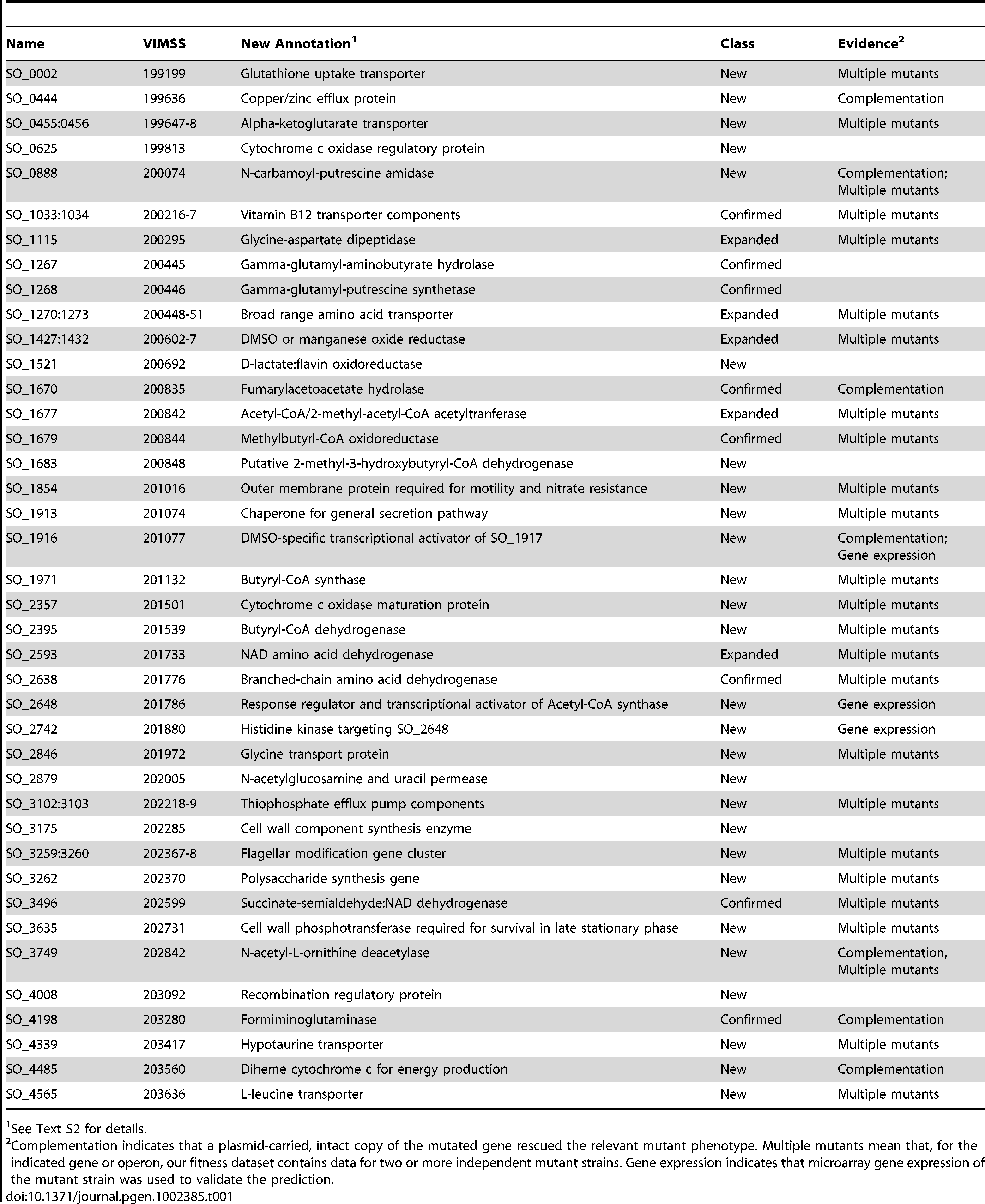
Tabla que muestra las anotaciones del gen MR-1 de S. oneidensis.

Como anaerobio facultativo con vía de transporte de electrones ramificados, S. oneidensis se considera un organismo modelo en microbiología. En 2002 se publicó su secuencia genómica. Tiene un cromosoma circular de 4.9 Mb que se predice que codificará 4,758 marcos de lectura abiertos de proteínas. Tiene un plásmido de 161kb con 173 marcos de lectura abiertos. Se realizó una nueva anotación en 2003.